# Danilho Doekhi
Danilho Raimundo Doekhi (Rotterdam, 30 giugno 1998) è un calciatore olandese di origini surinamesi, difensore dell'Union Berlino.

## Biografia
Nato durante i Mondiali 1998, viene chiamato Raimundo in onore di Raimundo Souza Vieira de Oliveira, meglio noto come Raí.
Di origini surinamesi, è nipote di Winston Bogarde, ex calciatore fra le altre di Ajax, Milan, Barcellona e Chelsea e cugino di Melayro e Lamare Bogarde.

## Caratteristiche tecniche
È un difensore centrale.

## Carriera

### Club
È cresciuto nel settore giovanile dell'Excelsior, ha esordito in prima squadra il 6 marzo 2016 in occasione del match di Eredivisie perso 2-0 contro l'AZ Alkmaar.
Il 2 maggio 2016 viene acquistato dall'Ajax. Per due stagioni milita nel Jong Ajax, collezionando 35 presenze.
Il 4 luglio 2018 è stato acquistato a titolo definitivo dal Vitesse.. Con la maglia giallonerà ha fatto vedere grandi cose, affermandosi come uno dei migliori difensori del campionato. Queste prestazioni hanno portato l'Union Berlino sulle sue tracce, che nell'estate del 2022 l'ha portato in Bundesliga.

### Nazionale
Ha giocato nelle nazionali giovanili olandesi Under-18, Under-19, Under-20 ed Under-21; con quest'ultima nel 2021 ha anche partecipato agli Europei di categoria.